# BNP Paribas Katowice Open 2013
BNP Paribas Katowice Open 2013 byl tenisový turnaj pořádaný jako součást ženského okruhu WTA Tour, který se hrál v aréně Spodek na krytých antukových dvorcích. Konal se mezi 8. až 15. dubnem 2013 v polských Katovicích jako 1. ročník turnaje.
Turnaj s rozpočtem 235 000 dolarů patřil do kategorie WTA International Tournaments. Spolu se stuttgartským Porsche Tennis Grand Prix představoval jednu ze dvou událostí sezóny hranou na antuce v hale. Nejvýše nasazenou hráčkou ve dvouhře se stala světová osmička Petra Kvitová z České republiky, která ve finále prohrála s Italkou Vinciovou.

## Ženská dvouhra

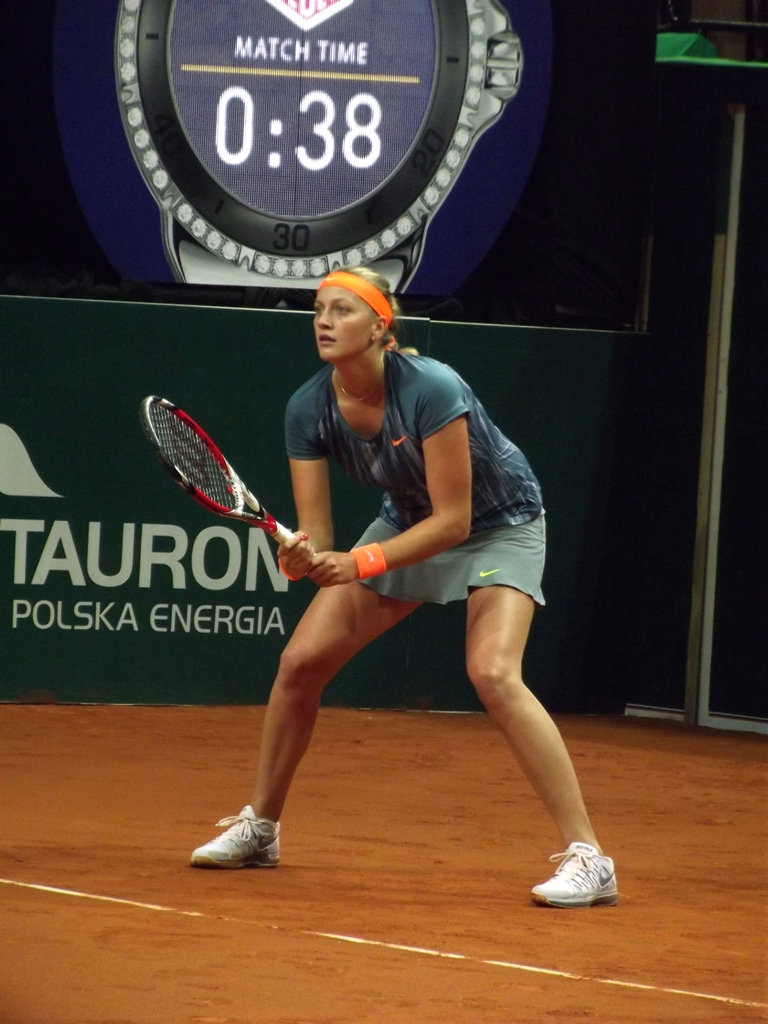
První nasazená Petra Kvitová, která došla do finále

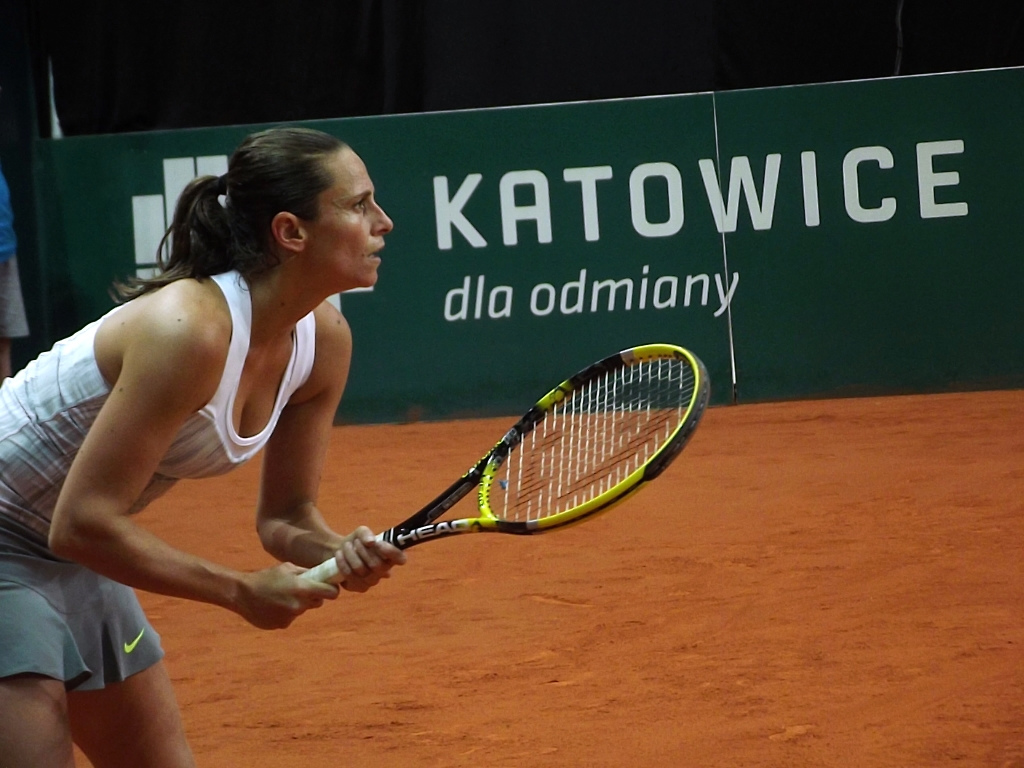
Turnajová dvojka a vítězka turnaje Roberta Vinciová

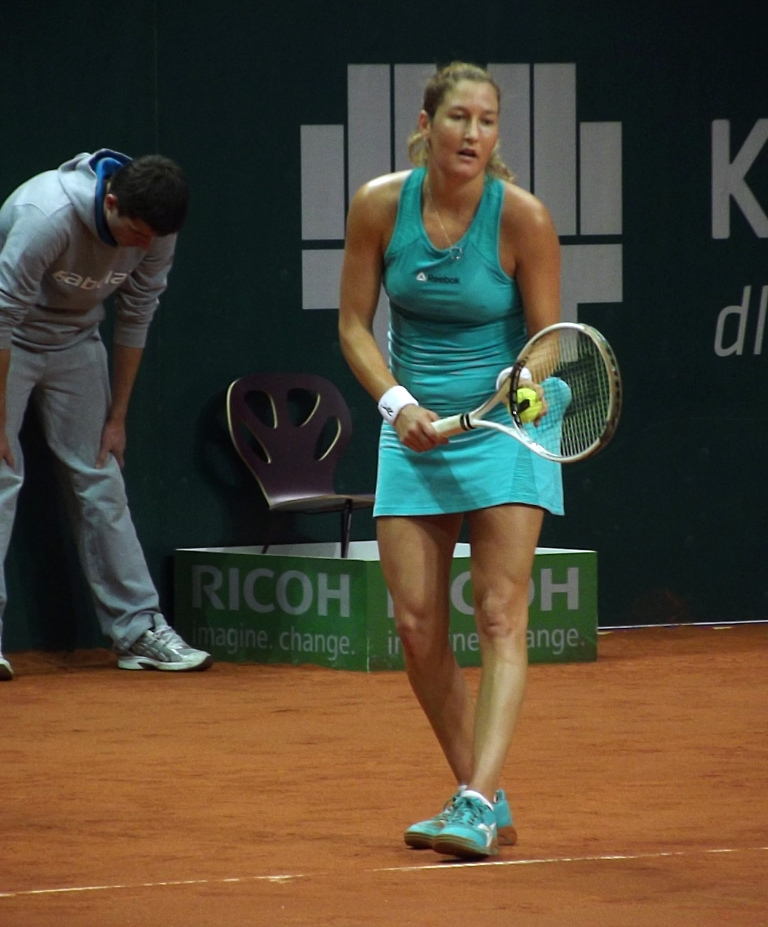
Izraelka Šachar Pe'erová

### Nasazení
| Stát               | Hráčka           | WTA1) | Nasazení |
| ------------------ | ---------------- | ----- | -------- |
| Česko              | Petra Kvitová    | 8.    | 1.       |
| Itálie             | Roberta Vinciová | 13.   | 2.       |
| Česko              | Klára Zakopalová | 21.   | 3.       |
| Německo            | Julia Görgesová  | 30.   | 4.       |
| Francie            | Alizé Cornetová  | 33.   | 5.       |
| Estonsko           | Kaia Kanepiová   | 38.   | 6.       |
| Německo            | Sabine Lisická   | 41.   | 7.       |
| Spojené království | Laura Robsonová  | 42.   | 8.       |

- 1) Žebříček WTA k 1. dubnu 2013.[2]

### Jiné formy účasti
Následující hráčky obdržely divokou kartu do hlavní soutěže:
- Marta Domachowská
- Karolína Plíšková
- Sandra Zaniewská

Následující hráčky postoupily z kvalifikace:
- Alexandra Cadanțuová
- Maria Elena Camerinová
- Jill Craybasová
- Anna Karolína Schmiedlová
  -  Šachar Pe'erová – jako šťastná poražená

### Odhlášení
před zahájením turnaje
- Petra Cetkovská
- Polona Hercogová
- Tamira Paszeková
- Magdaléna Rybáriková

### Skrečování
- Julia Görgesová
- Andrea Hlaváčková

## Ženská čtyřhra

### Nasazení
| Stát          | Hráčka                 | Stát                | Hráčka                     | WTA1) | Nasazení |
| ------------- | ---------------------- | ------------------- | -------------------------- | ----- | -------- |
| Německo       | Anna-Lena Grönefeldová | Slovensko           | Janette Husárová           | 60.   | 1.       |
| Japonsko      | Šúko Aojamová          | Bosna a Hercegovina | Mervana Jugićová-Salkićová | 136.  | 2.       |
| Spojené státy | Jill Craybasová        | Lucembursko         | Mandy Minellaová           | 137.  | 3.       |
| Česko         | Renata Voráčová        | Česko               | Klára Zakopalová           | 150.  | 4.       |

- 1) Žebříček WTA k 1. dubnu 2013; číslo je součtem umístění obou členek páru.

### Jiné formy účasti

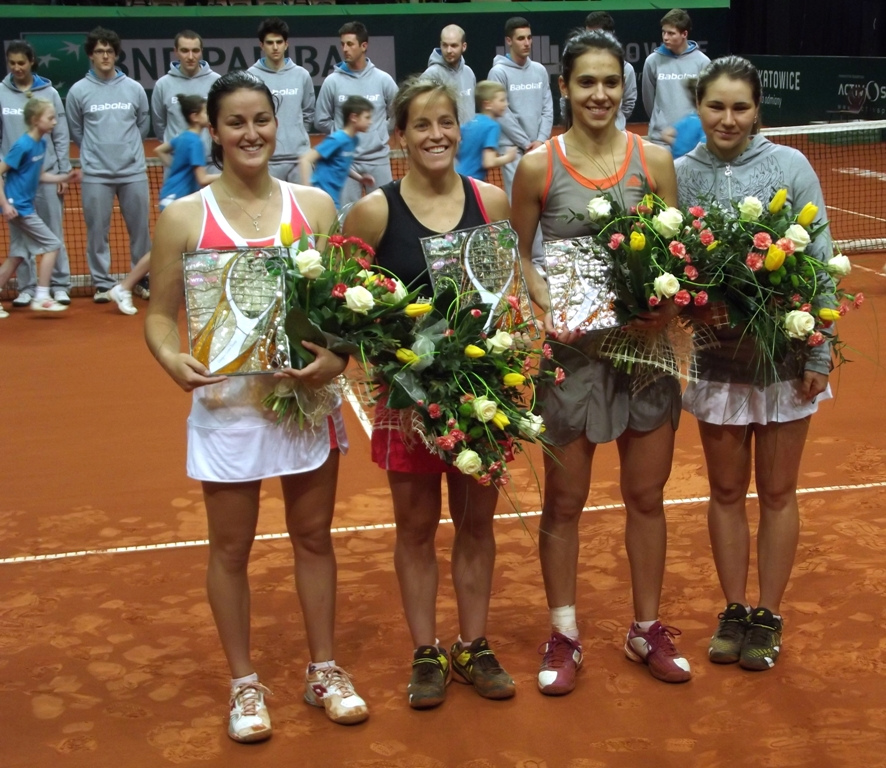
Vítězky čtyřhry Lara Arruabarrenová s Lourdes Domínguezovou Linovou a finalistky Raluca Olaruová s Valerijí Solovjovovou

Následující páry obdržely divokou kartu do hlavní soutěže:
- Magdalena Fręchová /  Katarzyna Pyková
- Paula Kaniová /  Sandra Zaniewská

### Odhlášení
- Akgul Amanmuradovová (poranění pravého lokte)
- Magdalena Fręchová (viróza)

## Přehled finále

### Ženská dvouhra
- Roberta Vinciová vs.  Petra Kvitová, 7–6(7–2), 6–1

### Ženská čtyřhra
- Lara Arruabarrenová /  Lourdes Domínguezová Linová vs.  Raluca Olaruová /  Valerija Solovjovová, 6–4, 7–5